# 杉田 (横浜市)
杉田（すぎた）は、神奈川県横浜市磯子区南部の町名。現行行政地名は杉田一丁目から杉田九丁目。住居表示実施済み区域。
本項では、1927年（昭和2年）4月1日より1988年（昭和63年）まで存在した杉田町（すぎたちょう）及び、そこから分離新設した杉田坪呑（すぎたつぼのみ）についても述べる。

## 概要

### 杉田一丁目

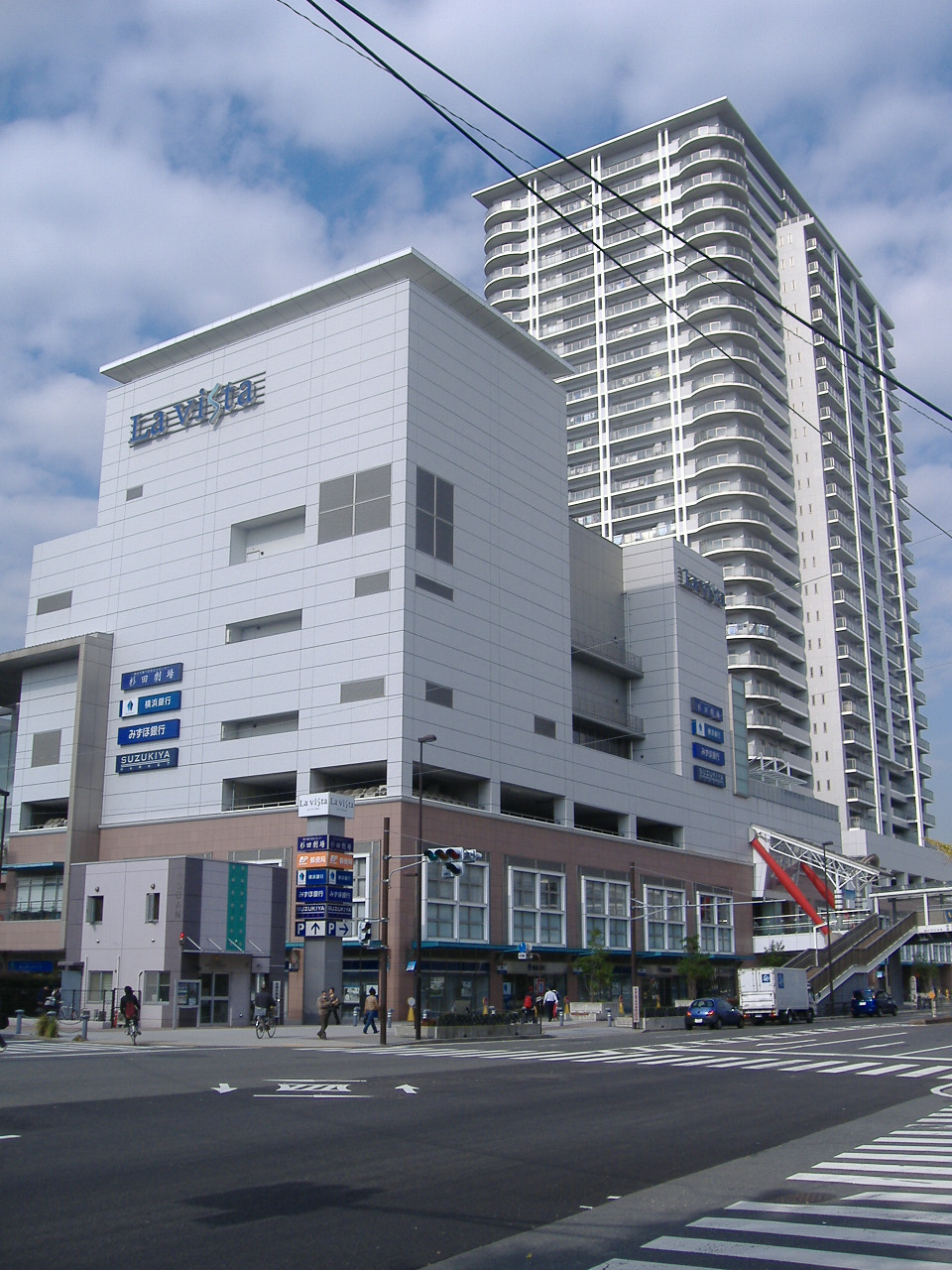
らびすた新杉田

磯子産業道路と京急本線に挟まれた地域で、国道16号聖天橋交差点から京急杉田駅にかけて東西に商店街「ぷらむろーど杉田」が通る。町の北側には杉田小学校がある。杉田駅に隣接して東急ストアを核テナントとする再開発ビル「プララ杉田」、磯子産業道路と国道16号に挟まれた一角に再開発ビル「らびすた新杉田」がある。らびすた新杉田の4・5階に入居する磯子区民文化センター「杉田劇場」は客席数310席で、1945年（昭和20年）から1950年（昭和25年）まで存在し、美空ひばりが初舞台を踏んだ（旧）杉田劇場から名前を採った。併設のヨコハマ・シーナリータワーは高さ99.9メートルで、磯子区有数の超高層マンションである。

### 杉田二・三丁目
京急本線と笹下釜利谷道路に挟まれた地域で、北側は中原、南側は杉田坪呑に接する。二・三丁目の境に神奈川県道22号横浜伊勢原線（杉田新道）が通り、北側が二丁目、南側が三丁目となる。根岸湾と笹下川に挟まれた丘陵地で、急傾斜地も多い。杉田新道は1913年（大正2年）に着工され、開通当初はトンネルだったが関東大震災により崩壊し、以降は切通しとなった。三丁目の西側に浜中学校がある。

### 杉田四・五丁目

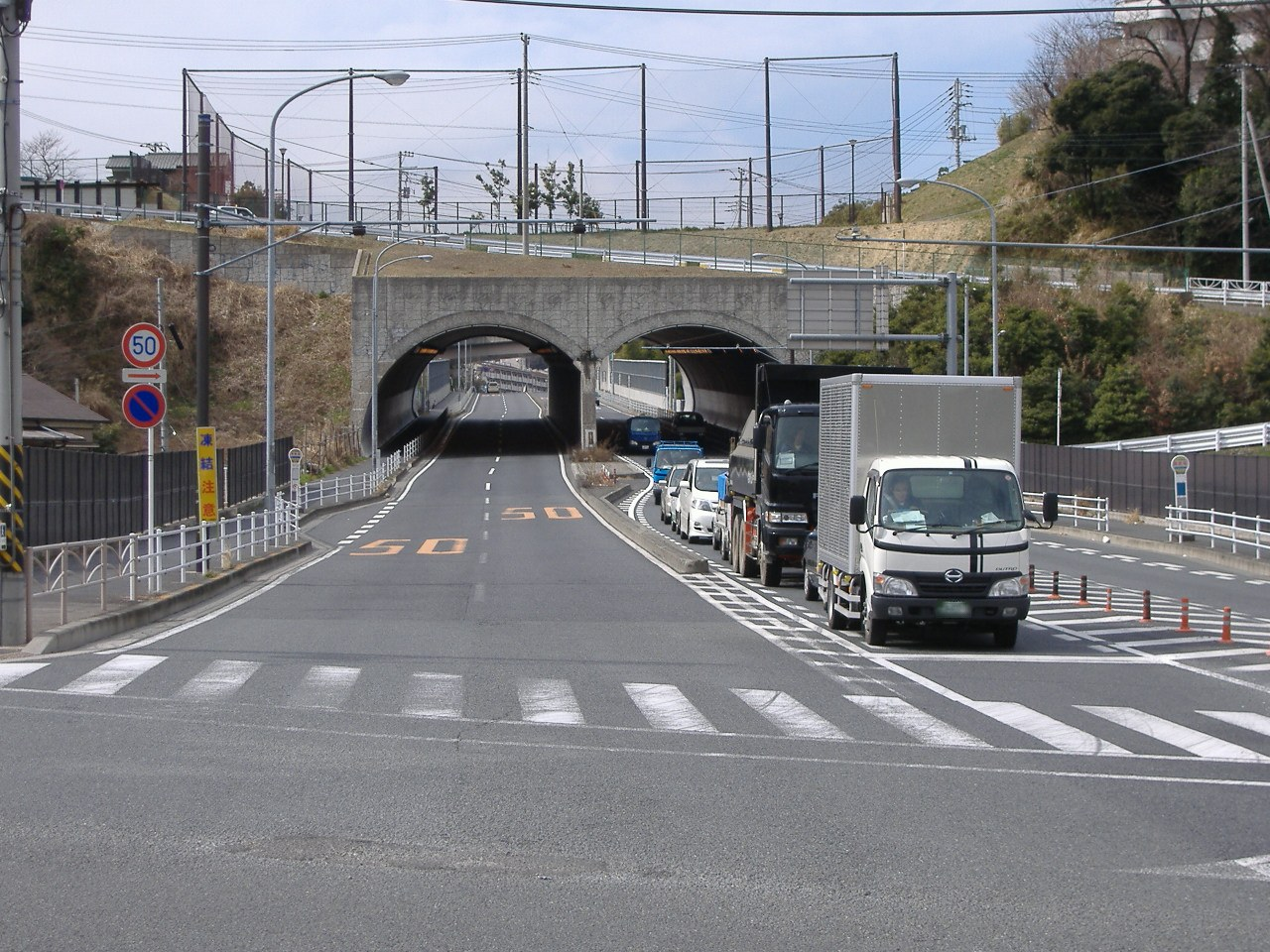
杉田梅林トンネル。上のフェンスは杉田梅林トンネル公園。

京急本線の東側の住宅街。五丁目の産業道路より東側には杉田ゴルフ場や南横浜自動車学校など西武グループの施設があったが、首都高速湾岸線用地確保のため金沢区福浦に移転し、跡地には首都高速道路のほか新杉田公園やスポーツセンターが建設された。海岸沿いにヨコハママリーナと磯子マリーナの2軒のヨットハーバーがある。五丁目南側には梅林小学校があり、付近を環状3号線杉田梅林トンネルが通る。かつては妙法寺を中心として梅の名所「杉田梅林」として賑わった。宅地化でその多くが失われた現在でも梅林小学校や杉田梅林ふれあい公園に名残が見られる。

### 杉田六-九丁目
1965年（昭和40年）頃から開発された新興住宅地。南東側は金沢区富岡西に接する。

### 杉田坪呑
環状3号線沿いにあり、1985年（昭和60年）頃に杉田台団地が建設された。目の前をJR根岸線が通るが新杉田駅・洋光台駅とも1.5キロメートルほど離れているため、徒歩15分ほどの京急杉田駅か、新杉田駅発着の路線バスの利用が主となる。

### 地価
住宅地の地価は、2025年（令和7年）1月1日の公示地価によれば、杉田二丁目18-13の地点で19万4000円/m²、杉田四丁目8-50の地点で26万1000円/m²、杉田八丁目42-14の地点で15万4000円/m²となっている。

### 面積
面積は以下の通りである。
| 丁目・町丁 | 面積（km²） |
| ---------- | ----------- |
| 杉田一丁目 | 0.117       |
| 杉田二丁目 | 0.126       |
| 杉田三丁目 | 0.315       |
| 杉田四丁目 | 0.127       |
| 杉田五丁目 | 0.440       |
| 杉田六丁目 | 0.179       |
| 杉田七丁目 | 0.145       |
| 杉田八丁目 | 0.218       |
| 杉田九丁目 | 0.136       |
| 杉田 計    | 1.803       |
|            |             |
| 杉田坪呑   | 0.140       |

## 歴史

### 沿革

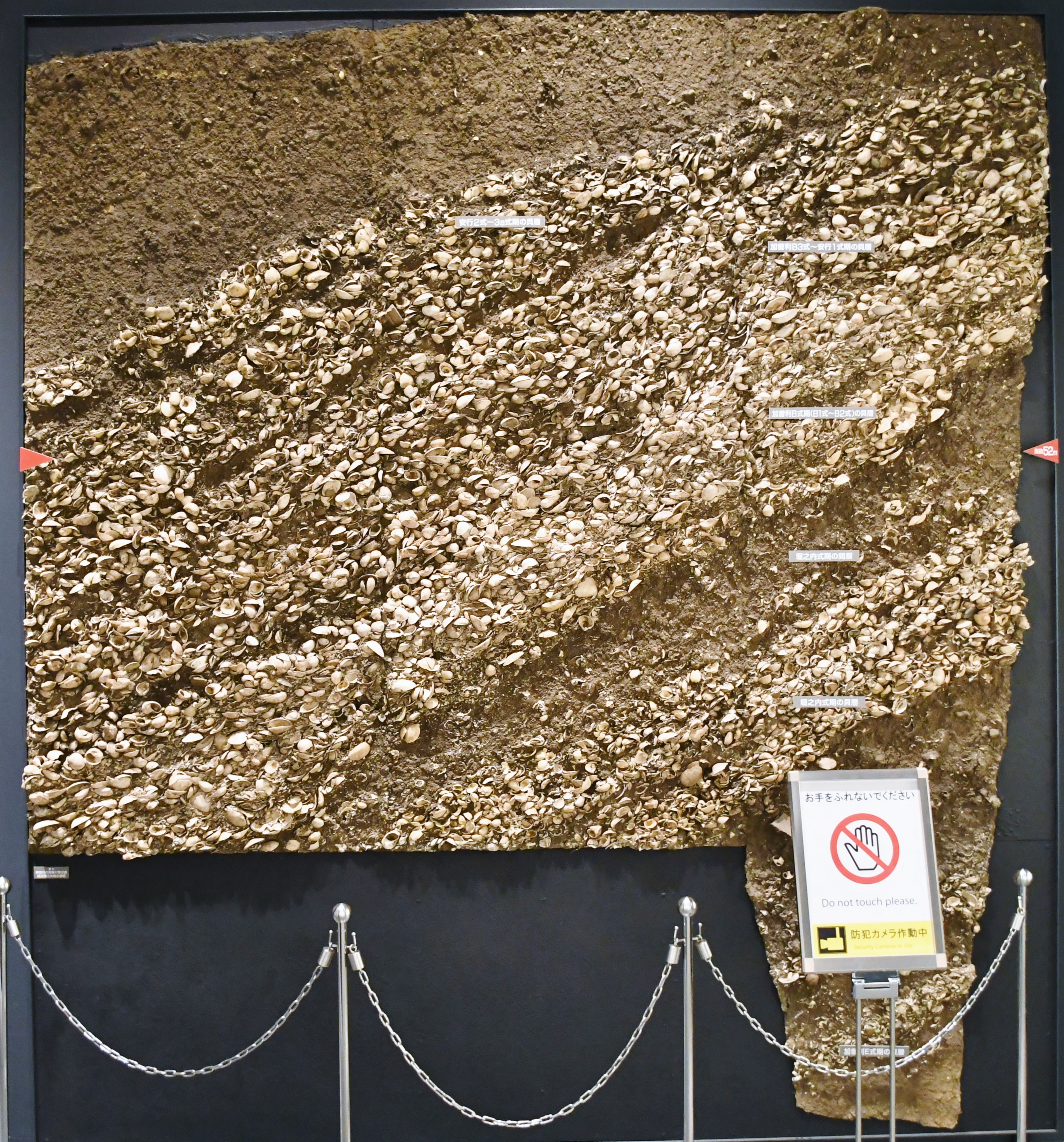
杉田貝塚貝層
（明治大学博物館展示）

- 紀元前2000年-500年 杉田に貝塚があった[11]。
- 1868年（明治元年）
  - 6月17日 - 廃藩置県により神奈川府を設置。神奈川府久良岐郡杉田村となる。
  - 9月1日 - 神奈川府が神奈川県となり、神奈川久良岐郡杉田村となる。
- 1873年（明治6年）5月 - 森田学舎（しんでんがくしゃ、のちの杉田小学校）開設[11]。
- 1878年（明治11年） - 大火が起き、聖天橋付近から杉田八幡宮まで約40軒焼失。
- 1889年（明治22年）4月1日 - 杉田村、森中原村、磯子村、滝頭村、岡村が合併し、久良岐郡屏風浦村大字杉田となる。
- 1925年（大正14年）11月5日 - 横浜市電磯子 - 聖天橋間開通。
- 1927年（昭和2年）
  - 4月1日 - 屏風浦村が横浜市に編入。横浜市杉田町となる。
  - 10月1日 - 区制施行[12]、横浜市磯子区杉田町となる。
- 1930年（昭和5年）
  - 4月1日 - 湘南電気鉄道（現・京浜急行電鉄）の黄金町 - 浦賀間開通[12]。当初は杉田には駅が設けられなかった。
  - 7月1日 - 杉田駅が仮駅として開設[12]。
- 1931年（昭和6年）5月1日 - 杉田駅が正式に開業。
- 1933年（昭和8年） - 滝頭 - 峰に市営バス開通[11]。
- 1935年（昭和10年） - 横浜 - 横須賀に、現在の京浜急行バス開通[11]。
- 1947年（昭和22年）4月1日 - 浜中学校開校[13]。
- 1960年（昭和35年）4月1日 - 梅林小学校開校[14]。
- 1964年（昭和39年）3月24日 - 新杉田町を埋立編入。
- 1970年（昭和45年）3月17日 - JR根岸線磯子 - 洋光台間開通[15]、新杉田駅開設。
- 1974年（昭和49年） - 家系ラーメン発祥である「吉村家」がオープンする（1999年に横浜駅西口に移転、同時に吉村家直系1号店として杉田家がオープン）。
- 1978年（昭和53年）7月17日 - 杉田町の北半分が杉田一-五丁目となり、住居表示実施[16]。
- 1979年（昭和54年）7月23日 - 杉田町の南側で住居表示実施、杉田六-九丁目となる[16]。
- 1988年（昭和63年）11月21日 - 杉田町の残部で住居表示実施、杉田坪呑となる。これにより杉田町は消滅[16]。
- 1989年（平成元年）7月5日 - 金沢シーサイドライン新杉田駅開業。
- 1993年（平成5年）4月 - 杉田駅前の再開発ビル「プララ杉田」オープン。
- 1999年（平成11年）4月14日 - 環状3号線青砥坂交差点 - 杉田坪呑間開通[17]。
- 2004年（平成16年）9月29日 - 新杉田駅前の再開発ビル「らびすた新杉田」オープン。

### 町名の変遷
| 1927年（昭和2年）10月1日 | 1964年（昭和39年）3月24日 | 1978年（昭和53年）7月17日 | 1979年（昭和54年）7月23日 | 1988年（昭和63年）11月21日 |
| ------------------------ | ------------------------- | ------------------------- | ------------------------- | -------------------------- |
| 杉田町                   | 杉田町                    | 杉田一丁目                | 杉田一丁目                | 杉田一丁目                 |
| 杉田町                   | 杉田町                    | 杉田二丁目                |                           |                            |
| 杉田町                   | 杉田町                    | 杉田三丁目                |                           |                            |
| 杉田町                   | 杉田町                    | 杉田四丁目                |                           |                            |
| 杉田町                   | 杉田町                    | 杉田五丁目                |                           |                            |
| 杉田町                   | 杉田町                    | 杉田町                    | 杉田六丁目                | 杉田六丁目                 |
| 杉田町                   | 杉田町                    | 杉田町                    | 杉田七丁目                |                            |
| 杉田町                   | 杉田町                    | 杉田町                    | 杉田八丁目                |                            |
| 杉田町                   | 杉田町                    | 杉田町                    | 杉田九丁目                |                            |
| 杉田町                   | 杉田町                    | 杉田町                    | 杉田町                    | 杉田坪呑                   |
| （埋立編入）             | 新杉田町                  | 新杉田町                  | 新杉田町                  | 新杉田町                   |

## 世帯数と人口

### 杉田
2025年（令和7年）5月31日現在（横浜市発表）の世帯数と人口は以下の通りである。
| 丁目       | 世帯数     | 人口     |
| ---------- | ---------- | -------- |
| 杉田一丁目 | 915世帯    | 1,655人  |
| 杉田二丁目 | 1,150世帯  | 2,332人  |
| 杉田三丁目 | 1,880世帯  | 3,627人  |
| 杉田四丁目 | 1,461世帯  | 2,412人  |
| 杉田五丁目 | 1,569世帯  | 2,918人  |
| 杉田六丁目 | 1,142世帯  | 2,353人  |
| 杉田七丁目 | 888世帯    | 1,718人  |
| 杉田八丁目 | 1,163世帯  | 2,555人  |
| 杉田九丁目 | 620世帯    | 1,614人  |
| 計         | 10,788世帯 | 21,184人 |

#### 人口の変遷
国勢調査による人口の推移。
| 年                 | 人口   |
| ------------------ | ------ |
| 1995年（平成7年）  | 21,519 |
| 2000年（平成12年） | 21,809 |
| 2005年（平成17年） | 21,855 |
| 2010年（平成22年） | 21,400 |
| 2015年（平成27年） | 21,375 |
| 2020年（令和2年）  | 21,224 |

#### 世帯数の変遷
国勢調査による世帯数の推移。
| 年                 | 世帯数 |
| ------------------ | ------ |
| 1995年（平成7年）  | 8,226  |
| 2000年（平成12年） | 8,721  |
| 2005年（平成17年） | 8,975  |
| 2010年（平成22年） | 9,236  |
| 2015年（平成27年） | 9,580  |
| 2020年（令和2年）  | 10,127 |

### 杉田坪呑
2025年（令和7年）6月30日現在（横浜市発表）の世帯数と人口は以下の通りである。
| 町丁     | 世帯数  | 人口    |
| -------- | ------- | ------- |
| 杉田坪呑 | 692世帯 | 1,575人 |

#### 人口の変遷
国勢調査による人口の推移。
| 年                 | 人口  |
| ------------------ | ----- |
| 1995年（平成7年）  | 2,011 |
| 2000年（平成12年） | 1,979 |
| 2005年（平成17年） | 1,814 |
| 2010年（平成22年） | 1,770 |
| 2015年（平成27年） | 1,720 |
| 2020年（令和2年）  | 1,527 |

#### 世帯数の変遷
国勢調査による世帯数の推移。
| 年                 | 世帯数 |
| ------------------ | ------ |
| 1995年（平成7年）  | 579    |
| 2000年（平成12年） | 610    |
| 2005年（平成17年） | 593    |
| 2010年（平成22年） | 610    |
| 2015年（平成27年） | 622    |
| 2020年（令和2年）  | 599    |

## 学区
市立小・中学校に通う場合、学区は以下の通りとなる（2024年11月時点）。
| 丁目       | 番・番地等                                                         | 小学校                 | 中学校             |
| ---------- | ------------------------------------------------------------------ | ---------------------- | ------------------ |
| 杉田一丁目 | 全域                                                               | 横浜市立杉田小学校     | 横浜市立浜中学校   |
| 杉田二丁目 | 全域                                                               | 横浜市立杉田小学校     | 横浜市立浜中学校   |
| 杉田三丁目 | 1〜2番 5〜33番                                                     | 横浜市立杉田小学校     | 横浜市立浜中学校   |
| 杉田三丁目 | 3〜4番                                                             | 横浜市立梅林小学校     | 横浜市立浜中学校   |
| 杉田四丁目 | 3〜18番                                                            | 横浜市立梅林小学校     | 横浜市立浜中学校   |
| 杉田四丁目 | 1〜2番                                                             | 横浜市立杉田小学校     | 横浜市立浜中学校   |
| 杉田五丁目 | 全域                                                               | 横浜市立梅林小学校     | 横浜市立浜中学校   |
| 杉田六丁目 | 全域                                                               | 横浜市立梅林小学校     | 横浜市立浜中学校   |
| 杉田七丁目 | 全域                                                               | 横浜市立小田小学校     | 横浜市立小田中学校 |
| 杉田八丁目 | 1番47号〜3番12号 4番〜9番33号 10〜27番 28番11号〜47番14号 48〜56番 | 横浜市立小田小学校     | 横浜市立小田中学校 |
| 杉田八丁目 | 47番15号〜最終号                                                   | 横浜市立西富岡小学校   | 横浜市立小田中学校 |
| 杉田八丁目 | 1番1〜46号 3番13〜45号 9番34〜67号 28番1〜10号                     | 横浜市立さわの里小学校 | 横浜市立浜中学校   |
| 杉田九丁目 | 1番1〜53号 2番〜24番8号 25〜42番                                   | 横浜市立西富岡小学校   | 横浜市立小田中学校 |
| 杉田九丁目 | 1番60〜66号 24番9〜14号                                            | 横浜市立小田小学校     | 横浜市立小田中学校 |
| 杉田坪呑   | 全域                                                               | 横浜市立梅林小学校     | 横浜市立浜中学校   |

## 事業所
2021年（令和3年）現在の経済センサス調査による事業所数と従業員数は以下の通りである。
| 丁目       | 事業所数  | 従業員数 |
| ---------- | --------- | -------- |
| 杉田一丁目 | 240事業所 | 2,159人  |
| 杉田二丁目 | 48事業所  | 224人    |
| 杉田三丁目 | 50事業所  | 353人    |
| 杉田四丁目 | 87事業所  | 690人    |
| 杉田五丁目 | 77事業所  | 2,479人  |
| 杉田六丁目 | 21事業所  | 143人    |
| 杉田七丁目 | 10事業所  | 89人     |
| 杉田八丁目 | 21事業所  | 68人     |
| 杉田九丁目 | 13事業所  | 62人     |
| 計         | 567事業所 | 6,267人  |
|            |           |          |
| 杉田坪呑   | 10事業所  | 44人     |

### 事業者数の変遷
経済センサスによる事業所数の推移。なお、杉田と杉田坪呑との合算数となる。
| 年                 | 事業者数 |
| ------------------ | -------- |
| 2016年（平成28年） | 600      |
| 2021年（令和3年）  | 577      |

### 従業員数の変遷
経済センサスによる従業員数の推移。なお、杉田と杉田坪呑との合算数となる。
| 年                 | 従業員数 |
| ------------------ | -------- |
| 2016年（平成28年） | 6,659    |
| 2021年（令和3年）  | 6,311    |

## 交通
杉田一丁目に京急本線杉田駅、新杉田町にJR根岸線新杉田駅があり、両路線の利用が中心となるほか、国道16号を経由し横浜駅 - 杉田、磯子駅 - 追浜方面を結ぶ京浜急行バスが利用できる。杉田二・三丁目は磯子駅から杉田駅を経由し峰の郷・氷取沢を結ぶ市営バス、六・七丁目と杉田坪呑は新杉田駅発着大谷団地循環の市営バス、八・九丁目は京急富岡駅発着富岡9期ニュータウン循環・能見台センター・金沢文庫駅西口行きの京浜急行バスの便がある。

## 杉田（横浜市）と縁のある人物
- 美空ひばり（歌手）‐（旧）杉田劇場で初舞台を踏んだ。

## その他

### 日本郵便
- 集配担当する郵便局と郵便番号は以下の通りである[27]。

| 町丁     | 郵便番号 | 郵便局     |
| -------- | -------- | ---------- |
| 杉田     | 235-0033 | 磯子郵便局 |
| 杉田坪呑 | 235-0034 | 磯子郵便局 |

### 警察
町内の警察の管轄区域は以下の通りである。
| 丁目       | 番・番地等 | 警察署     | 交番・駐在所 |
| ---------- | ---------- | ---------- | ------------ |
| 杉田一丁目 | 全域       | 磯子警察署 | 杉田交番     |
| 杉田二丁目 | 全域       | 磯子警察署 | 杉田交番     |
| 杉田三丁目 | 全域       | 磯子警察署 | 杉田交番     |
| 杉田四丁目 | 全域       | 磯子警察署 | 杉田交番     |
| 杉田五丁目 | 全域       | 磯子警察署 | 杉田交番     |
| 杉田六丁目 | 全域       | 磯子警察署 | 杉田交番     |
| 杉田七丁目 | 全域       | 磯子警察署 | 杉田交番     |
| 杉田八丁目 | 全域       | 磯子警察署 | 杉田交番     |
| 杉田九丁目 | 全域       | 磯子警察署 | 上中里交番   |
| 杉田坪呑   | 全域       | 磯子警察署 | 杉田交番     |

## 参考資料
- 『磯子区制80周年記念誌』 2007年（平成19年）9月磯子区役所総務部地域振興課発行
- 『県別マップル 神奈川県広域・詳細道路地図』 2006年（平成18年）4刷
- “横浜市町区域要覧” (PDF).   横浜市市民局 (2016年6月). 2022年9月6日閲覧。